# (19022) Penzel
(19022) Penzel (2000 SR44) – planetoida z pasa głównego asteroid okrążająca Słońce w ciągu 4,04 lat w średniej odległości 2,54 j.a. Odkryta 26 września 2000 roku.